# Надеждност на софтуера
Надеждност на софтуера e когато софтуерът може да се опише като стабилен, дори когато да могат да се намерят бъгове в него . Така че това е способността на софтуера да се справя с грешките при изпълнение или способността на алгоритъм да продължи да оперира, независимо от анормалии във входните данни, изчисленията и т.н. Формални техники като фъзи тестване са съществени за установяване на надеждността на софтуера, тъй като този вид тестване включва невалидни или неочакванни входни данни. Множество комерсиални продукти изпълняват тестване за надеждност на софтуерните системи. Надеждността се разглежда в анализа при оценяване на грешките.